# Exodromidia
Exodromidia is een geslacht van kreeftachtigen uit de klasse van de Malacostraca (hogere kreeftachtigen).

## Soorten
- Exodromidia spinosa (Studer, 1883)
- Exodromidia spinosissima (Kensley, 1977)